# Quốc kỳ Pháp
Quốc kỳ Pháp (tiếng Pháp gọi là drapeau de la France, drapeau tricolore, drapeau français, và trong cách nói quân sự là les couleurs) ra đời trong cuộc Cách mạng Pháp năm 1789 khi dân quân mở cuộc tấn công phá ngục Bastille ở Paris. Lúc bấy giờ quân lính cách mạng đầu đội mũ 3 màu lam-trắng-đỏ và lá cờ cũng lấy ba màu đó làm nền.

## Mẫu cờ
Lá cờ này được coi là biểu tượng quốc gia của Pháp theo Điều 2 của Hiến pháp Cộng hòa Pháp, thiết lập trong những ngày đó Valéry Giscard d'Estaing là tổng thống Pháp như sau:

So sánh độ đậm nhạt màu sắc của Quốc kỳ Pháp trước năm 2020 và sau năm 2020
Bản thiết kế Quốc kỳ Pháp

| Thứ tự  | Lam         | Trắng         | Đỏ          |
| ------- | ----------- | ------------- | ----------- |
| Pantone | Reflex Blue | Safe          | Red 032     |
| CMYK    | 100.70.0.5  | 0.0.0.0       | 0.90.86.0   |
| RGB     | (0,85,164)  | (255,255,255) | (250,60,50) |
| HTML    | #0055A4     | #FFFFFF       | #EF4135     |
| NCS     | S 2565 R80B | S 0300 N      | S 0580 Y80R |

## Lịch sử
Quốc kỳ Pháp gồm 3 dải dọc màu lam, trắng, và đỏ. Từ thời Cách mạng Pháp 1789, quốc kỳ Pháp giữ nguyên ba màu trên nhưng đảo lại thành đỏ, trắng, lam. Ba sắc biểu tượng cho ý nghĩa "Nhà Vua luôn trong nhân dân, nhân dân sát cánh cùng Đức Vua". Với màu trắng là Vương kỳ của Vương triều Bourbon, màu đỏ và lam là màu biểu tượng của thủ đô Paris.
Trước Cách mạng Pháp 1789, quốc kỳ truyền thống của Pháp vẽ hình hoa bách hợp, một loại hoa huệ vẽ cách điệu. Mẫu cờ đó xuất hiện từ thế kỷ 12.
Vì cuộc Cách mạng Pháp để lại dấu ấn sâu rộng, mẫu cờ ba màu cũng nhiều quốc gia khác họa theo.

## Các lá cờ Pháp trong lịch sử

Quốc kỳ Pháp khoảng thế kỷ 10– thế kỷ 11
Quốc kỳ Pháp khoảng thế kỷ 12–thế kỷ 13
Quốc kỳ Pháp từ thế kỷ 14–1637
Quốc kỳ Pháp từ 1638–1642
Quốc kỳ Pháp từ 1643–1789
Quốc kỳ Pháp từ 1790 đến 1793 (thời kỳ Đệ nhất Cộng hòa)
Quốc kỳ Pháp từ 1794–1814
Quốc kỳ Pháp từ 1815–1829.
Quốc kỳ Pháp từ 1830–1847 (thời kỳ Đệ nhất Đế chế)
Quốc kỳ Pháp từ 1830-1847 (thời kỳ quân chủ tháng Bảy)
Quốc kỳ Pháp năm 1848 (thời kỳ đầu Đệ nhị Cộng hòa)
Quốc kỳ Pháp từ 1848–1940 (từ Đệ nhị Cộng hòa đến Đệ tam Cộng hòa)
Quốc kỳ Pháp từ 1941–1944 (thời kỳ chính phủ bù nhìn)
Quốc kỳ Pháp từ 1941–1945 (thời kỳ chính phủ lưu vong và lực lượng De Gaulle)
Quốc kỳ Pháp từ 1945–1975 (thời kì Đệ Tứ Cộng hòa)
Quốc kỳ Pháp từ 1976–2019 (thời kì Đệ Ngũ Cộng hòa)
Quốc kỳ Pháp từ 2020 đến nay